# حاروف
حاروف هي إحدى القرى اللبنانية من قرى قضاء النبطية في محافظة النبطية.
تبعد عن مركز القضاء (النبطية) 4 كلم وعن العاصمة بيروت 71 كلم

## النشاط التجاري
ينشط الوضع الاقتصادي فيها حيث توجد منطقة صناعية على مستوى لبنان ككل هي مرج حاروف.

## المدارس
في البلدة عدة مدارس خاصة ورسمية منها:
1. مدارس لبنان الجديد في حي الثغرة وهي عبارة عن تجمّع لمدرسة الشهيد عبد الرحمن حوماني الابتدائية مع مدرسة لبنان الجديد الثانوية لصاحبها الأستاذ نظام الدين حوماني
2. ثانوية الشهيدين راغب حرب وبلال فحص في حيّ البيدر
3. مدرسة حاروف الرسمية في حي سكران
4. مبرة السيدة زينب لإيواء وتعليم الأيتام في حي الوادي التي أسسها الشيخ راغب حرب
5. مركز الشهيد الطفل حسين عباس الموسوي لتعليم وتدريب وتأهيل المعوقين في حي عين البنات التابعة لجمعية الإمداد

## الجمعيات

### الجمعيات الأهلية
هناك عدة جمعيات أهلية مثل: 
1. الجمعية الخيرية الاجتماعية أسسها السيد عبد اللطيف هاشم عام 1963 وقد توقفت عن العمل بسبب خلافات سياسية
2. جمعية الإحسان والتوجيه الاجتماعي أسسها الحاج حيدر كركي عام 1989 وكان لها دور تنموي مهمّ من ناحية بناء بئر المياه وتوسيع الطرقات وبناء المكتبة العامة للبلدة إضافة إلى الدور التربوي والتثقيفي
3. جمعية الإمام الصدر الثقافية الخيرية أسست في عام 1993 وهي تعنى بالتثقيف الديني
4. جمعية اليقظة الثقافية الاجتماعية أسست في عام 2000 وتعنى بالتثقيف التربوي
5. جمعية آل كركي أسست في عام 1996 وهي تملك مستوصفا إلى جانب المستوصف البلدي.
6. جمعية آل شاهين

### الجمعيات الكشفية
يوجد جمعيات كشفيّة أهمّها :
1. جمعية كشافة الرسالة الإسلامية فوج الشهيد القائد محسن عياش الذي أسس عام 1979
2. جمعية كشافة الإمام المهدي :
  1. فوج الإمام القائم /إخوة
  2. فوج السيدة الزهراء/أخوات

### الأندية الرياضية
بالإضافة إلى الجمعيات توجد في حاروف عدّة اندية رياضية مهمّة منها :
1. نادي حاروف الرياضي الذي أسس عام 1990 وأحرز الكثير من البطولات على مستوى الجنوب ولبنان ويحتوي على عدّة اختصاصات أهمّها كرة القدم والبولي وهي لعبة حاروفية بامتياز
2. نادي الأمل حاروف وهو تابع لجمعية كشافة الرسالة الإسلامية
3. نادي الغدير الرياضي

## المعالم السياحية فيها
من معالمها: 
1. ساحة العين بمائها العذب وبمسرحها الدائم وتقع وسط البلدة على العين المشهورة.
2. مدينة الامام موسى الصدر الرياضية التي تقع في منطقة البياض وتحتوي على 3 ملاعب لكرة القدم، كرة السلة وكرة الطائرة
3. قاعة ومكتبة المربي محمود عياش وهي في دار البلدية
4. دار البلدية في حي التغرة
5. نصب الشهداء والاسرى والجرحى: السيّد يرفع السلاح امام المبنى البلدي
6. جداريّتان للفنان ناجي العلي.
7. بوابة البلدة الجميلة
8. عين البنات وهي عين مياه قديمة تسمّى عين أهل البيت
9. مغارة البزّاز وهي غار قديم يتألف من عدةّ دهاليز في حي سكران
10. الكرّ وهي بركة مياه قديمة كان يستعمها أهالي حاروف قديما" للغسيل والتنظيف قرب العين.

## في المقاومة
كان لحاروف دورا رائدًا في المقاومة ضد الاحتلال الإسرائيلي، وقدّمت خيرة شبابها في المواجهة والصمود وعمل شبابها في العديد من المنظمات المقاومة كالأحزاب الفلسطينية والحزب الشيوعي اللبناني في فترة السبعينيات وقبلها ثمّ انخرط الكثير منهم في افواج المقاومة اللبنانية امل وبعدها في المقاومة الإسلامية وقدّمت حاروف حوالى الستين شهيدًا على مستوى الوطن لمقاومة إسرائيل وعملائها بالإضافة إلى شهداء الواجب في الجيش اللبناني والأمن الداخلي ومازال شباب حاروف في طليعة المقاومين بالإضافة إلى العديد من الجرحى والمعوّقين من القتال.

## الوصلات الخارجية
- موقع حاروف